# Scoloplos gracilis
Scoloplos gracilis är en ringmaskart som beskrevs av Pillai 1961. Scoloplos gracilis ingår i släktet Scoloplos och familjen Orbiniidae. Inga underarter finns listade i Catalogue of Life.